# Münchwies
Münchwies (ⓘ) ist ein Stadtteil der Kreisstadt Neunkirchen (Saar). Bis Ende 1973 war Münchwies eine eigenständige Gemeinde.

## Lage
Münchwies liegt am Westhang des Höcherberges. Die höchste Stelle der Gemarkung befindet sich auf 495 m unweit des Gipfels des Höcherberges, der tiefste Punkt liegt auf 289 m im Tal des Schönbaches.

## Geschichte
Der Ortsname steht im Zusammenhang mit dem ehemaligen Kloster Wörschweiler, das hier einen Klosterhof besaß. Dieser wurde 1346 urkundlich erwähnt und lag im 17. Jahrhundert wüst. Munniches Wiese = Wiese der Mönche wurde diese Stelle genannt. Die ersten Siedler kamen um 1690 aus Wallonien und Luxemburg. Im Jahre 1701 lebten hier sieben Familien, im späten 19. Jahrhundert wuchs der Ort stetig, nicht zuletzt wegen der nahen Steinkohlengruben in Wiebelskirchen, Frankenholz und Bexbach.
Im Rahmen der saarländischen Gebiets- und Verwaltungsreform wurde die bis dahin eigenständige Gemeinde Münchwies am 1. Januar 1974 der damals neu gebildeten Stadt Neunkirchen zugeordnet.

## Infrastruktur
Münchwies ist über die L116 an das Verkehrsnetz angeschlossen, die im Norden nach Lautenbach, im Westen nach Hangard, Fürth und Steinbach und im Südosten nach Frankenholz führt.
In Münchwies ansässig ist die zur Median-Gruppe gehörende Klinik Münchwies, ein Krankenhaus zur Behandlung von Suchterkrankungen.
2014 baute ein saarländisches Telekommunikationsunternehmen in Münchwies ein Breitbandinternetnetz mit Geschwindigkeiten von bis zu 100 Megabits die Sekunde aus. Der Ausbau wurde im Oktober 2014 feierlich eingeweiht.
| Jahr      | 1840 | 1880 | 1925  | 1951  | 1977  | 1988  | 2000  | 2015  |
| --------- | ---- | ---- | ----- | ----- | ----- | ----- | ----- | ----- |
| Einwohner | 367  | 530  | 1.073 | 1.234 | 1.371 | 1.275 | 1.373 | 1.153 |